# Шпиро Мугоша (аэропорт)
Аэропорт «Шпиро Мугоша» (серб. и черног. Аеродром Шпиро Мугоша / Aerodrom Špiro Mugoša), также известный под названием аэропорт «Чемовско Поле» (серб. и черног. Аеродром Ћемовско Поље / Aerodrom Ćemovsko Polje) (ИКАО: LYPO) — небольшой аэропорт гражданского назначения, находящийся в Черногории около её столицы, Подгорицы.

## История
В течение XX века аэродром Чемовско Поле был долгое время единственным аэродромом Подгорицы и использовался только для военных целей. В ходе Второй мировой войны аэродром был разрушен в результате бомбардировок. Позже ему присвоили имя Шпиро Мугоши, Народного героя Югославии.
Официальное открытие аэропорта для гражданского пользования состоялось в 1994 году. Аэропорт имени Шпиро Мугоши является одним из семи аэродромов страны и входит также в число пяти аэродромов с асфальтовым покрытием ВПП.
После строительства аэропорта Подгорицы в 1960-е годы аэропорт Чемовско Поле был переоборудован для нужд авиации общего назначения, поскольку взлётная полоса длиной 800 м не могла обслуживать крупные самолёты. В настоящее время аэропорт используют аэроклубы «Шпиро Мугоша» (серб. и черног. Aero Klub Špiro Mugoša) и «Крила Подгорице» (серб. и черног. Aero Klub Krila Podgorice), которые предлагают услуи прыжков с парашютом, глайдинг и различные виды спорта в качестве времяпрепровождения и предметов обучения.
Аэродром оборудован двумя взлётными полосами.